# Kaple svatého Jana Nepomuckého (Běstvina)
Kaple svatého Jana Nepomuckého je barokní šestiboká kaple na křižovatce silnic v zámku v obci Běstvina.
Kaple byla postavena po roce 1720 na půdorysu šestiboké hvězdy. V minulosti byla mylně připsána známému baroknímu staviteli Janu Blažeji Santinimu. Skutečným tvůrcem kaple je zřejmě Santiniho epigon Jan J. Vogler. Kaple je zaklenutá, s malou centrální věžičkou.

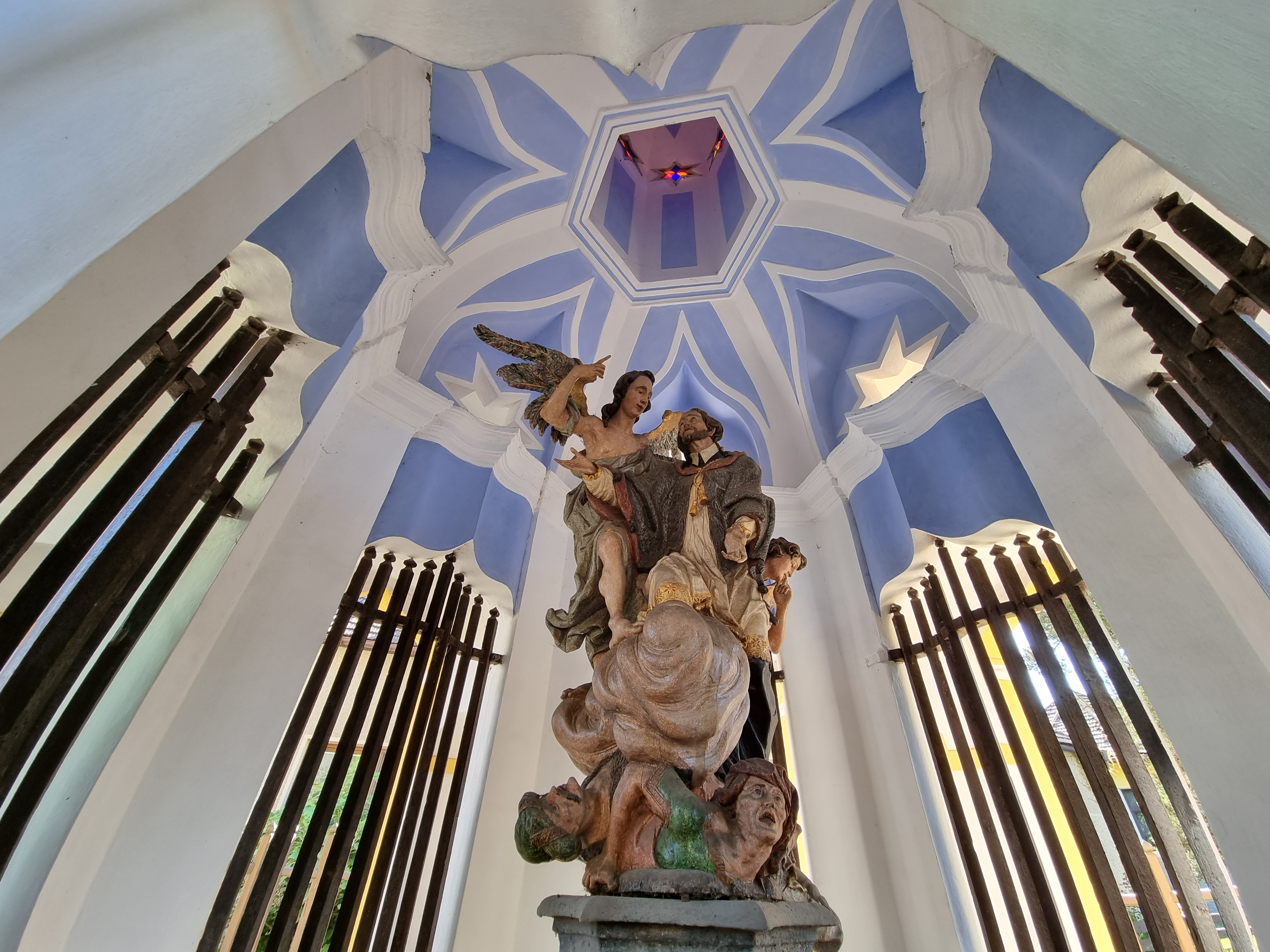
Interiér kaple se sochou světce a hvězdicovou klenbou.

Uvnitř kaple se nalézá dřevěné barokní sousoší Apoteóza sv. Jana Nepomuckého od sochaře Ignáce Rohrbacha z doby kolem roku 1726. Socha byla dříve připisovaná sochaři a řezbáři Řehoři Thénymu, se kterým Rohrbach sdílí braunovské tvarosloví. Světec je zobrazen v ojedinělém ikonografickém pojetí jako vítěz nad pokořenými pohanskými personifikacemi světadílů. Andělé, kteří ho přidržují a uvádějí do nebe, zároveň odkazují na zpovědní tajemství, jenž měl strážit. Socha je scénicky komponována pro pohledy z různých stran a stojí na šestibokém kamenném podstavci.
Po dlouholetém vystavení povětrnostním podmínkám byla socha z kaple deponována a následně restaurována. Poté byla vystavena v expozici Muzea Barokních soch v Chrudimi, a to od jeho otevření v roce 2011 do 8. srpna 2018, kdy byla vrácena na původní místo do kaple.